# Aulotrachichthys
Aulotrachichthys es un género de peces relojes de la familia Trachichthyidae, del orden Beryciformes. Esta especie marina fue descubierta por Henry Weed Fowler en 1938.

## Especies
Especies reconocidas del género:
- Aulotrachichthys argyrophanus (Woods, 1961)
- Aulotrachichthys atlanticus (Menezes, 1971)
- Aulotrachichthys heptalepis (Gon, 1984)
- Aulotrachichthys latus (Fowler, 1938)
- Aulotrachichthys novaezelandicus (Kotlyar, 1980)
- Aulotrachichthys prosthemius (D. S. Jordan & Fowler, 1902)
- Aulotrachichthys pulsator M. F. Gomon & Kuiter, 1987
- Aulotrachichthys sajademalensis (Kotlyar, 1979)

### Lectura recomendada
- Proc. U.S. Nat. Mus., 85, 40.